# Verkehrsgemeinschaft Coburg
Die Verkehrsgemeinschaft Coburg (VGC) war eine 1991 gegründete Kooperation der Stadt- und Regionalbusunternehmen in Stadt Coburg und Landkreis Coburg. In diesem Rahmen wurden Fahrscheine von SÜC Bus und Aquaria GmbH (SÜC) und Omnibusverkehr Franken gegenseitig anerkannt. Eine Tarifgemeinschaft bestand jedoch nicht. Auch der Schienenpersonennahverkehr war nicht einbezogen.
Mit dem Beitritt von Stadt und Landkreis Coburg zum Verkehrsverbund Großraum Nürnberg am 1. Januar 2024 wurde die Verkehrsgemeinschaft Coburg obsolet und die Kooperation eingestellt.